# Русское Ильчикеево
Русское Ильчикеево (баш. Урыҫ Илсекөйе) — деревня в Салаватском районе Республики Башкортостан Российской Федерации. Входит в состав Мурсалимкинского сельсовета. 

## География

### Географическое положение
Расстояние до:
- районного центра (Малояз): 38 км,
- центра сельсовета (Мурсалимкино): 12 км,
- ближайшей ж/д станции (Мурсалимкино): 14 км.

## История
Деревня основана в 1894 году как Ильчикеевский хутор с русским населением, состоящим в 1920 г. из 82 человек при 13 дворах. Позднее деревня получила своё современное название — Русское Ильчикеево. Название Ильчикеево тесно связано с именем Ильчикея Биктуганова, активного башкирского общинника и сотника.

## Население
| 1920 | 2002 | 2009 | 2010 |
| ---- | ---- | ---- | ---- |
| 82   | ↗89  | ↗115 | ↘108 |

Гендерный состав
Население согласно переписи 2010 года составляло 108 человек, из них 59 мужчин и 49 женщин.
Национальный состав
Согласно переписи 2002 года, преобладающие национальности — русские (69 %), башкиры (29 %).